# Hualan Chen
Hualan Chen (陈化兰)  (1969 Baiyin) es una bióloga china especializada en la Virología animal. Trabaja en el Harbin Veterinary Research Institute de la Academia China de Ciencias Agrícolas.
Ha sido citada en la lista de las 10 científicas del año 2013 de la revista Nature que la describe como "una detective de la gripe aviaria que trabaja en la primera línea que ha contribuido a evitar una erupción de la gripe H7N9 en los humanos en China" ».
Recibió el Premio L'Oréal-UNESCO a Mujeres en Ciencia en 2016 por sus investigaciones sobre la biología de los virus de la gripe aviaria que abre la vía al desarrollo de una vacuna eficaz.